# 法政匯思
法政匯思（英語：Progressive Lawyers Group）曾是一個由香港大律師、事務律師、法律系學生及擁有法律學位的人士所組成的專業團體，成立於2015年1月27日，於2021年7月4日宣布解散。

## 成立
法政匯思成立的目的包括捍衛法治、司法獨立、及為民主、人權、自由、公義等核心價值發聲。
法政匯思目前的召集人為李安然、Jason Y. Ng（页面存档备份，存于）和陳信忻。其中陳信忻為組織的第一位女召集人。
前任召集人之一的梁允信目前為法政匯思的國際聯繫專員。
任建峰 、文浩正、梁允信、蔡騏和吳宗鑾為前任召集人。

## 工作
自成立以來，法政匯思的工作包括：

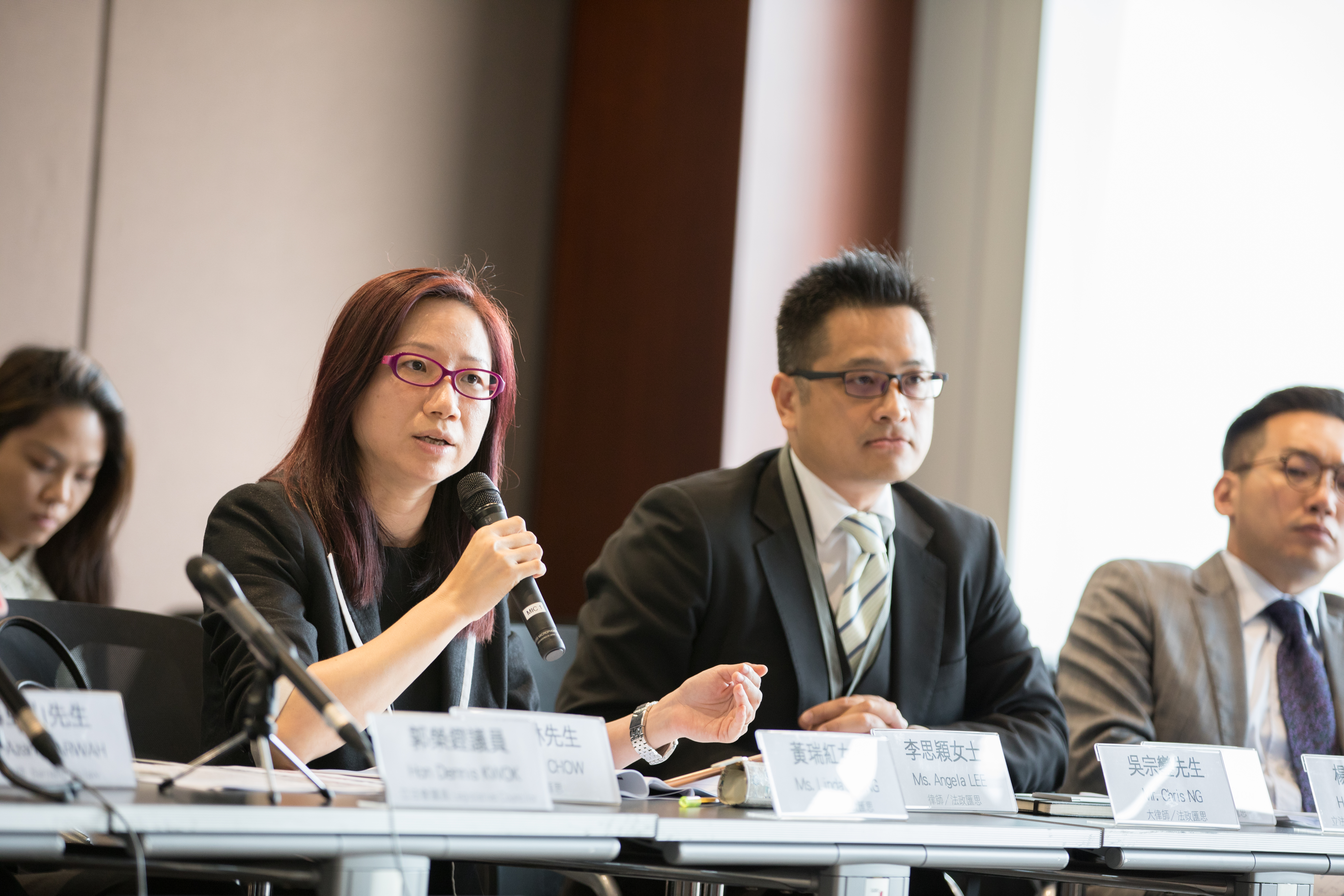
圖為法政匯思成員，大律師黃瑞紅（左二）與吳宗鑾（左三），於2017年3月23日出席活動，呼籲加強保護出庭的弱勢群體。

- 為重大社會議題發聲（包括：2017年行政長官選舉辦法（页面存档备份，存于）、政府的政治廣告宣傳（页面存档备份，存于）、某些人士對司法機構不當抨擊（页面存档备份，存于）、「銅鑼灣書店」失蹤事件（页面存档备份，存于）、為什麼香港不可以退出《禁止酷刑公約》（页面存档备份，存于）、港大副校長事件、內地維權律師失蹤事件（页面存档备份，存于）、「網絡23條（页面存档备份，存于）」、人大第五次釋法（页面存档备份，存于））
- 進行法律研究並撰寫意見書
- 在不同的媒體發表文章（其中包括在《蘋果日報》的每週專欄《法政巴絲》、在《眾新聞》的專欄 （页面存档备份，存于）)、在《852郵報》的《法政匯C（页面存档备份，存于）》、以及在《評台》的專欄)
- 時事評論
- 組織和參與街站
- 到中學和大學演講
- 為社會運動或某些項目籌款

## 事件

### 2020年4月召集人疑因批評中國在反送中運動發佈錯誤信息被多倫多大學雜誌抽稿
法政匯思召集人 Jason Ng，於2020年4月24日在社交媒體表示，自己於2月獲邀以校友身份在多倫多大學雜誌《University of Toronto Magazine》，以反送中運動為主題撰文，主題為「真相(Truth)」。Jason Ng 指，自己與編輯花時間撰寫有關中國發佈錯誤信息的文章，雜誌亦將文章的最終版本發送給他，但至4月24日收到雜誌編輯電郵表示被抽稿。Jason Ng 認為，文章被撤銷的原因可能出於自我審查，亦估計教育機構因陷入政治壓力，避免與中國抗衡。

## 外部連結
- 法政匯思Facebook Page（页面存档备份，存于）
- Progressive Lawyers Group (法政匯思) website（页面存档备份，存于）
- Progressive Lawyers Group (法政匯思) Twitter （页面存档备份，存于）
- Progressive Lawyers Group (法政匯思) Instagram
- （页面存档备份，存于）